# Phyllanthus somalensis
Phyllanthus somalensis är en emblikaväxtart som beskrevs av John Hutchinson. Phyllanthus somalensis ingår i släktet Phyllanthus och familjen emblikaväxter. Inga underarter finns listade i Catalogue of Life.